# Werner von Bülow
Werner von Bülow (* 4. Juli 1898 in Körchow bei Parchim; † 30. August 1943 bei Taganrog, Sowjetunion) war ein deutscher Generalmajor.

## Leben
Werner von Bülow gehörte zur Linie Wehningen der weitverzweigten uradligen Familie von Bülow. Er trat während des Ersten Weltkriegs am 15. Juni 1916 als Fahnenjunker in das 4. Garde-Regiment zu Fuß der Preußischen Armee ein. Von Mitte September 1916 bis Mitte Januar 1917 absolvierte Bülow einen Fahnenjunker-Kursus auf dem Truppenübungsplatz Döberitz und wurde Ende Februar 1917 zum Regiment an die Westfront überwiesen. Hier wurde er am 31. Mai 1917 mit Patent vom 24. März 1916 zum Leutnant befördert und fungierte als Kompanieoffizier in der 3. MG-Kompanie sowie als Ordonnanzoffizier beim Stab des Füsilier-Bataillons. Anfang Februar 1918 zum Lehr-Infanterie-Regiment versetzt, war Bülow ab März als MG- und Nachrichtenoffizier beim Stab des III. Bataillons. Am 1. Oktober 1918 geriet er in französische Kriegsgefangenschaft, aus der von Bülow erst Mitte Februar 1920 wieder entlassen wurde.
Nach seiner Rückkehr beurlaubte man ihn zunächst und verabschiedete ihn zum 12. April 1920 aus dem Militärdienst. Werner von Bülow trat daraufhin am 2. August 1920 in die Schutzpolizei Bremen ein und wurde im Kommando der Schutzpolizei in der Nachrichten-Sammelstelle eingesetzt, wo er vor allem Nachrichten über verfassungswidrige Aktivitäten, zu politisch und strafrechtlich bedeutsamen Sachverhalten sowie in besonderer Weise über Organisationen, Einzelpersonen und Vorkommnisse aus dem linken und rechten Spektrum, die als eine Bedrohung für den Bestand der Weimarer Republik angesehen wurden, zu bearbeiten hatte. Zentraler Auftraggeber hierfür war die dem Reichsministerium des Innern unterstellte, am 28. März 1920 gegründete Behörde des Reichskommissar für Überwachung der öffentlichen Ordnung (RKO). Nachrichten von regionaler Bedeutung gingen an die Polizeibehörde des Landes Bremen weiter. Am 15. Juli 1921 wurde von Bülow zum Oberleutnant der Polizei befördert und rückte bis 1924 zum stellvertretenden Bereitschaftsführer der Schutzpolizei Bremen auf. Die Nachrichtensammelstellen gliederte sich in die Bereiche Nachrichtenbeschaffung, Registratur und Auswertung, sowie Weitergabe der gewonnenen Informationen. In den Folgejahren zeichnete sich eine zunehmende Konsolidierung der Nachrichtenbeschaffung und -Auswertung ab, gekennzeichnet durch regelmäßige schriftliche Berichterstattung zwischen den Regionalstellen, die Teilnahme an Nachrichtenkonferenzen und den Ausbau der Informationsnetzwerke. Ab Februar 1928 stieg von Bülow in die höhere Behörde auf und wurde stellvertretender Leiter der Nachrichten-Sammelstelle im Oberkommando der Bremer Schutzpolizei. Zwei Jahre darauf kam er zum 1. Juli 1930 zur preußischen Schutzpolizei und übernahm als Revier-Offizier das 191 Polizeirevier in Berlin-Steglitz/-Zehlendorf. Das war verbunden mit dem Besuch der Höheren Polizeischule Potsdam-Eiche von September bis Dezember 1930. Ab 1. März 1931 wurde er Bereitschaftsführer bei der Polizeiinspektion Berlin-Kreuzberg. Diese Aufgaben übte er weitere zwei Jahre aus und wurde am 1. April 1933 zur Landespolizeiinspektion Berlin-Schöneberg versetzt. Im Oktober desselben Jahres wechselte er zur Polizeiinspektion Berlin-Charlottenburg/-Tiergarten.
Die 1933/1934 einsetzende Umstrukturierung der Landespolizeibehörden nutzte Werner von Bülow für eine erfolgreiche Bewerbung bei der Reichswehr, in die er ab 1. Dezember 1934 mit dem Dienstgrad eines Hauptmann übernommen wurde. Er diente dort zunächst im Stab des Infanterie-Regiments Döberitz als Regiments-Nachrichtenoffizier. Nach der Bildung der Wehrmacht wurde er am 15. Oktober 1935 zum Kompaniechef im Infanterieregiment 48 ernannt. Am 1. August 1936 avancierte Bülow zum Major und wurde am 10. November 1938 Kommandeur des I. Bataillons im Infanterieregiment 27 in Güstrow. In dieser Stellung nahm er zu Beginn des Zweiten Weltkriegs am Überfall auf Polen teil und stieg am 1. Januar 1940 zum Oberstleutnant auf. Von Bülow führte sein Bataillon auch im Westfeldzug. Nach Beendigung der Kämpfe in Frankreich wurde er am 9. September 1940 zum Kommandeur seines Regiments ernannt und war vom 10. Dezember 1940 bis zum 9. Februar 1942 in gleicher Eigenschaft beim Infanterieregiment 252 tätig. Mit diesem Regiment war er am Überfall auf die Sowjetunion beteiligt und hatte zwischenzeitlich am 19. Dezember 1941 das Deutsche Kreuz in Gold erhalten. Anschließend in die Führerreserve versetzt und am 15. Februar 1942 mit RDA vom 1. März 1942 zum Oberst befördert, wurde Bülow am 2. März 1942 zum Kommandeur des Infanterieregiments 686 ernannt. Vom 21. Oktober 1942 bis zum 14. April 1943 befand er sich ein weiteres Mal in der Führerreserve und wurde anschließend wieder Kommandeur seines zwischenzeitlich in Grenadierregiment 686 umbenannten Verbandes. Am 15. August 1943 wurde er zum Kommandeur der 111. Infanterie-Division ernannt. Seit dem 30. August 1943 wird er bei Taganrog vermisst und gilt als gefallen. Nachträglich wurde Bülow am 8. November 1943 mit RDA vom 1. August 1943 zum Generalmajor befördert.